# Liste des stations du métro d'Athènes

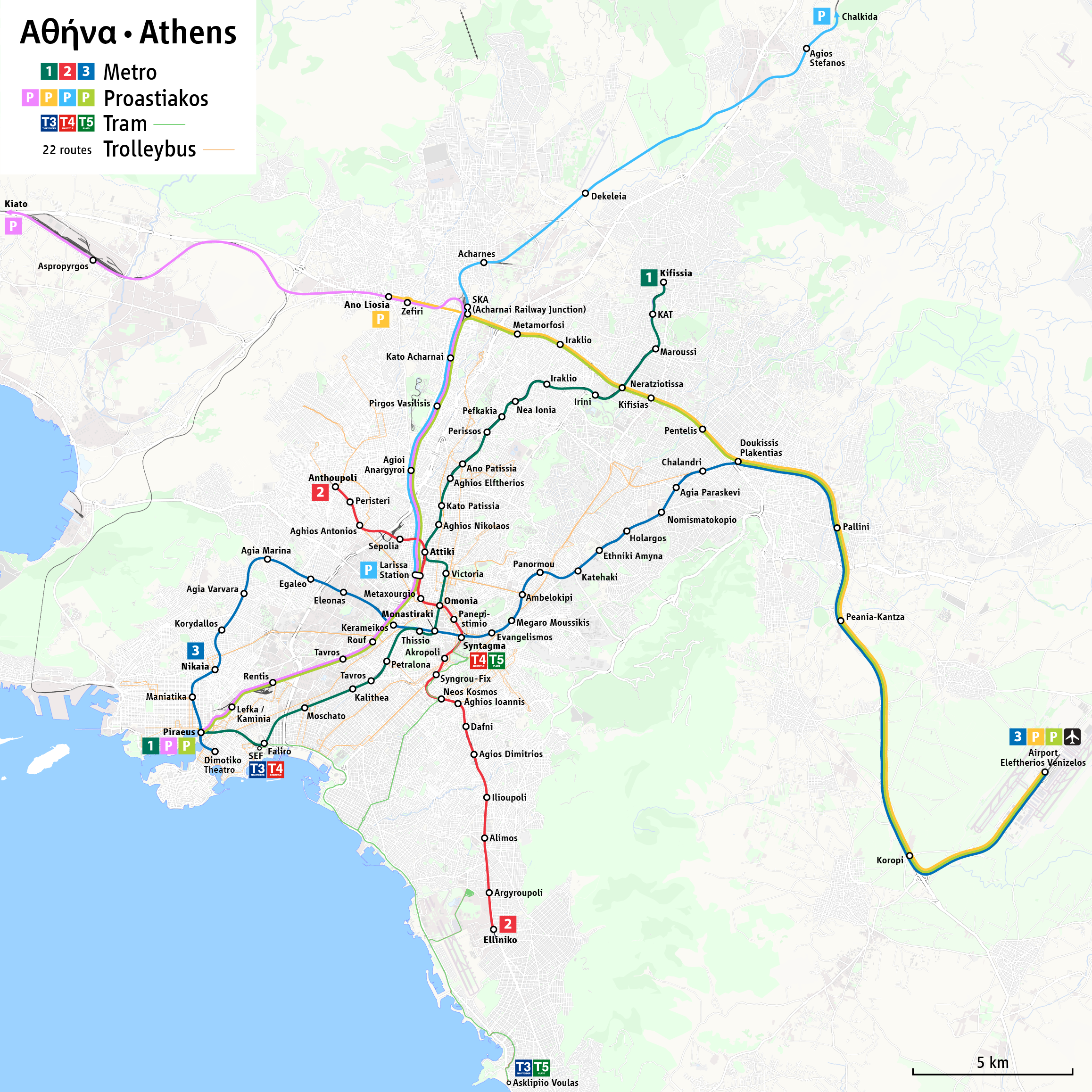
Plan schématique de lignes du métro d'Athènes en janvier 2012

La liste des stations du métro d'Athènes présente les stations du métro par lignes.

## Ligne 1 (verte)
|  |   |  | Station                        | Coordonnées                  | Correspondances    |
|  | - |  | ------------------------------ | ---------------------------- | ------------------ |
|  | o |  | Le Pirée                       | 37° 56′ 53″ N, 23° 38′ 34″ E | Trains de banlieue |
|  | ο |  | Fáliro                         | 37° 56′ 42″ N, 23° 39′ 55″ E |                    |
|  | • |  | Moscháto                       | 37° 57′ 19″ N, 23° 40′ 50″ E |                    |
|  | • |  | Kallithéa                      | 37° 57′ 37″ N, 23° 41′ 49″ E |                    |
|  | • |  | Távros - Elefthérios Venizélos | 37° 57′ 45″ N, 23° 42′ 12″ E |                    |
|  | • |  | Petrálona                      | 37° 58′ 06″ N, 23° 42′ 33″ E |                    |
|  | • |  | Thissío                        | 37° 58′ 36″ N, 23° 43′ 13″ E |                    |
|  | o |  | Monastiráki                    | 37° 58′ 33″ N, 23° 43′ 31″ E |                    |
|  | o |  | Omónia                         | 37° 59′ 03″ N, 23° 43′ 41″ E |                    |
|  | • |  | Victória                       | 37° 59′ 35″ N, 23° 43′ 49″ E |                    |
|  | o |  | Attikí                         | 37° 59′ 59″ N, 23° 44′ 22″ E |                    |
|  | • |  | Ágios Nikólaos                 | 38° 00′ 25″ N, 23° 43′ 40″ E |                    |
|  | • |  | Káto Patíssia                  | 38° 00′ 43″ N, 23° 43′ 43″ E |                    |
|  | • |  | Ágios Elefthérios              | 38° 01′ 12″ N, 23° 43′ 54″ E |                    |
|  | • |  | Áno Patíssia                   | 38° 01′ 26″ N, 23° 44′ 10″ E |                    |
|  | • |  | Perissós                       | 38° 01′ 58″ N, 23° 44′ 41″ E |                    |
|  | • |  | Pefkákia                       | 38° 02′ 14″ N, 23° 45′ 01″ E |                    |
|  | • |  | Néa Ionía                      | 38° 02′ 30″ N, 23° 45′ 18″ E |                    |
|  | • |  | Iráklio                        | 38° 02′ 47″ N, 23° 45′ 58″ E |                    |
|  | • |  | Iríni                          | 38° 02′ 36″ N, 23° 47′ 00″ E |                    |
|  | o |  | Neratziótissa                  | 38° 02′ 43″ N, 23° 47′ 35″ E | Trains de banlieue |
|  | • |  | Maroússi                       | 38° 03′ 22″ N, 23° 48′ 18″ E |                    |
|  | • |  | KAT                            | 38° 03′ 57″ N, 23° 48′ 15″ E |                    |
|  | • |  | Kifissiá                       | 38° 04′ 24″ N, 23° 48′ 30″ E |                    |

- Caractères gras : Origine ou destination de certaines missions

## Ligne 2 (rouge)
|  |   |  | Station                                 | Coordonnées                  | Sites d'intérêt    | Correspondances                          |
|  | - |  | --------------------------------------- | ---------------------------- | ------------------ | ---------------------------------------- |
|  | • |  | Anthoúpoli                              | 38° 01′ 01″ N, 23° 41′ 28″ E |                    |                                          |
|  | • |  | Peristéri                               | 38° 00′ 47″ N, 23° 41′ 45″ E |                    |                                          |
|  | • |  | Ágios Antónios                          | 38° 00′ 23″ N, 23° 41′ 59″ E |                    |                                          |
|  | • |  | Sepólia                                 | 38° 00′ 10″ N, 23° 42′ 49″ E |                    |                                          |
|  | o |  | Attikí                                  | 37° 59′ 57″ N, 23° 43′ 21″ E |                    |                                          |
|  | o |  | Gare de Lárissa                         | 37° 59′ 32″ N, 23° 43′ 16″ E | Gare d'Athènes     | Trains grandes lignes Trains de banlieue |
|  | • |  | Metaxourgío                             | 37° 59′ 09″ N, 23° 43′ 16″ E |                    |                                          |
|  | o |  | Omónia                                  | 37° 59′ 03″ N, 23° 43′ 41″ E |                    |                                          |
|  | • |  | Panepistímio                            | 37° 58′ 50″ N, 23° 43′ 58″ E |                    |                                          |
|  | o |  | Sýntagma                                | 37° 58′ 30″ N, 23° 44′ 08″ E |                    |                                          |
|  | • |  | Akrópoli                                | 37° 58′ 07″ N, 23° 43′ 47″ E | Acropole d'Athènes |                                          |
|  | o |  | Syngroú-Fix                             | 37° 57′ 52″ N, 23° 43′ 36″ E |                    |                                          |
|  | o |  | Néos Kósmos                             | 37° 57′ 28″ N, 23° 43′ 43″ E |                    |                                          |
|  | • |  | Ágios Ioánnis                           | 37° 57′ 23″ N, 23° 44′ 03″ E |                    |                                          |
|  | • |  | Dáfni                                   | 37° 56′ 58″ N, 23° 44′ 14″ E |                    |                                          |
|  | • |  | Ágios Dimítrios - Aléxandros Panagoúlis | 37° 56′ 26″ N, 23° 44′ 27″ E |                    |                                          |
|  | • |  | Ilioúpoli                               | 37° 55′ 47″ N, 23° 44′ 40″ E |                    |                                          |
|  | • |  | Álimos                                  | 37° 55′ 05″ N, 23° 44′ 40″ E |                    |                                          |
|  | • |  | Argyroúpoli                             | 37° 54′ 11″ N, 23° 44′ 45″ E |                    |                                          |
|  | • |  | Ellinikó                                | 37° 53′ 34″ N, 23° 44′ 51″ E |                    |                                          |

- Caractères gras : Origine et destination des missions
- Mise à jour le 10 février 2015

## Ligne 3 (bleue)
|  |   |  | Station              | Coordonnées                  | Sites d'intérêt                                                                                               | Correspondances    |
|  | - |  | -------------------- | ---------------------------- | --- | ------------------ |
|  | • |  | Níkaia               | 37° 57′ 59″ N, 23° 38′ 51″ E | |                    |
|  | • |  | Korydallós           | 37° 58′ 38″ N, 23° 39′ 02″ E | |                    |
|  | • |  | Agía Varvára         | 37° 59′ 24″ N, 23° 39′ 34″ E | |                    |
|  | • |  | Agía Marína          | 37° 59′ 49″ N, 23° 40′ 04″ E | |                    |
|  | • |  | Egaléo               | 37° 59′ 30″ N, 23° 40′ 55″ E | |                    |
|  | • |  | Eleónas              | 37° 59′ 16″ N, 23° 41′ 36″ E | |                    |
|  | • |  | Keramikós            | 37° 58′ 43″ N, 23° 42′ 40″ E | Le quartier de Gázi La Cinémathèque de Grèce Le musée Technopolis                                             |                    |
|  | ο |  | Monastiráki          | 37° 58′ 36″ N, 23° 43′ 33″ E | L'ancien marché d'Athènes Le marché romain d'Athènes                                                          |                    |
|  | o |  | Sýntagma             | 37° 58′ 31″ N, 23° 44′ 08″ E | Le parlement hellénique Tombe du soldat inconnu Place Syntagma Jardin national « Ethnikos Kipos » Le Zappéion |                    |
|  | • |  | Evangelismós         | 37° 58′ 34″ N, 23° 44′ 49″ E | Hôpital Evangelismos Musée de la guerre Musée du Byzance et du Christianisme Galerie nationale de la Grèce    |                    |
|  | • |  | Mégaro Moussikís     | 37° 58′ 44″ N, 23° 45′ 10″ E | Salle des spectacles d'Athènes « Mégaro Mousikis »                                                            |                    |
|  | • |  | Ambelókipi           | 37° 59′ 14″ N, 23° 45′ 28″ E | Quartier général de la police grecque                                                                         |                    |
|  | • |  | Panórmou             | 37° 59′ 35″ N, 23° 45′ 49″ E | |                    |
|  | • |  | Katecháki            | 37° 59′ 35″ N, 23° 46′ 35″ E | |                    |
|  | • |  | Ethnikí Ámyna        | 37° 59′ 58″ N, 23° 47′ 05″ E | Ministère de la Défense Ministère des transports                                                              |                    |
|  | • |  | Cholargós            | 38° 00′ 18″ N, 23° 47′ 40″ E | |                    |
|  | • |  | Nomismatokopío       | 38° 00′ 35″ N, 23° 48′ 22″ E | |                    |
|  | • |  | Agía Paraskeví       | 38° 01′ 02″ N, 23° 48′ 45″ E | |                    |
|  | • |  | Chalándri            | 38° 01′ 18″ N, 23° 49′ 16″ E | |                    |
|  | ο |  | Doukíssis Plakentías | 38° 01′ 27″ N, 23° 50′ 00″ E | | Trains de banlieue |
|  | o |  | Pallíni              | 38° 00′ 20″ N, 23° 52′ 11″ E | | Trains de banlieue |
|  | ο |  | Péania-Kántza        | 37° 59′ 04″ N, 23° 52′ 12″ E | | Trains de banlieue |
|  | o |  | Koropí               | 37° 54′ 46″ N, 23° 53′ 45″ E | | Trains de banlieue |
|  | ο |  | Aéroport             | 37° 56′ 13″ N, 23° 56′ 41″ E | Aéroport international d’Athènes Elefthérios-Venizélos                                                        | Trains de banlieue |

- Caractères gras : Origine ou destination de certaines missions
- Mise à jour le 24 août 2020